# Закон о запрете пропаганды ЛГБТ в России
Закон о запрете «пропаганды ЛГБТ» в России был впервые принят на федеральном уровне в 2013 году. Федеральный закон 135-ФЗ дополнил Кодекс Российской Федерации об административных правонарушениях статьёй 6.21, устанавливающей ответственность за распространение информации о «нетрадиционных сексуальных отношениях» среди несовершеннолетних. В 2022 году новый закон 478-ФЗ запретил распространение любой информации, которая по мнению властей России «пропагандирует нетрадиционные сексуальные отношения, педофилию или смену пола», среди людей всех возрастов.
После отмены уголовного наказания за мужеложство 3 июня 1993 года попытки законодательного запрета «пропаганды гомосексуальности» в России предпринимались как на федеральном, так и на региональных уровнях с 2000-х годов. 11 июня 2013 года Государственная дума приняла федеральный закон о запрете «пропаганды нетрадиционных сексуальных отношений среди несовершеннолетних». Закон вступил в силу 2 июля 2013 года.
Первый аналогичный закон был принят в Рязанской области ещё в 2006 году, и в последующие годы также и в нескольких других субъектах России. При этом в разных региональных законах была использована разная терминология, а в некоторых регионах такие законы были приняты единым пакетом вместе с законом против пропаганды педофилии. С принятием федерального запрета на «пропаганду нетрадиционных сексуальных отношений среди несовершеннолетних» аналогичные региональные законы утратили свой смысл и в большинстве регионов снова были отменены.
Внимание мирового сообщества к данным законодательным инициативам было привлечено в 2011 году с обсуждением законопроекта о запрете «пропаганды гомосексуальности и педофилии» в Санкт-Петербурге и, особенно, после внесения подобной инициативы в Государственную думу. Многие зарубежные общественные деятели и международные организации осудили данные запреты, назвав их дискриминационными. В 2017 году Европейский суд по правам человека также признал российские законы о пропаганде гомосексуальности нарушением права на свободу выражения мнения, указав на нечёткое определение законодательных норм и произвольный характер их применения.

## Предыстория

### Законодательные инициативы Александра Чуева (2003—2009)
Первая попытка законодательного запрета пропаганды гомосексуализма в истории современной России была предпринята депутатом Государственной думы Александром Чуевым, который трижды в течение 2003—2009 годов вносил на обсуждение парламента соответствующий законопроект. Документ предусматривал внесение дополнений в главу 25 УК РФ «Преступления против здоровья населения и общественной нравственности» и устанавливал уголовную ответственность для лиц, «пропагандирующих гомосексуальный образ жизни» в виде запрета на деятельность, предполагающую преподавательскую, воспитательную и иную работу с детьми и молодёжью, а также руководящую должность в армии и исправительных учреждениях. Уголовный кодекс предлагалось дополнить следующей статьёй:

Статья 242.2. Пропаганда гомосексуализма.

Пропаганда гомосексуализма, содержащаяся в публичном выступлении, публично демонстрирующемся произведении или средствах массовой информации, в том числе выражающаяся в публичной демонстрации гомосексуального образа жизни и гомосексуальной ориентации, наказывается лишением права занимать определённые должности или заниматься определённой деятельностью на срок от двух до пяти лет.
В пояснительной записке к законопроекту отмечалась «особая опасность» гомосексуальной пропаганды для детей и молодёжи, особенно через средства массовой информации и образовательные учебные программы. По словам автора законопроекта, введение такого запрета не должно было подразумевать запрет любых дискуссий о гомосексуалах или распространение информации о гомосексуальности, однако должно быть запрещено распространение информации о семейной жизни гомосексуальных пар и об однополом сексе, а также создание положительного образа о жизни гомосексуалов, что является проявлением гетеронормативности.
Первая версия законопроекта была внесена в Государственную думу 15 сентября 2003 года, однако 27 апреля 2004 года документ был снят с рассмотрения по формальным причинам в связи с отсутствием требуемых по закону официальных отзывов Правительства Российской Федерации и Верховного Суда Российской Федерации. Вторая версия документа была внесена в Госдуму 20 мая 2004 года, однако 8 июня 2004 года также была возвращена авторам по той же причине — в связи с несоблюдением требований статьи 8 Федерального закона от 8 декабря 2003 года № 161-ФЗ «О приведении Уголовно-процессуального кодекса Российской Федерации и других законодательных актов в соответствие с Федеральным законом „О внесении изменений и дополнений в Уголовный кодекс Российской Федерации“». Наконец, третья версия документа была внесена в Госдуму 20 июня 2006 года и окончательно отклонена 8 мая 2009 года.

### Эпизодические случаи до принятия законов
Несмотря на то, что понятие «пропаганды гомосексуализма» до 2011 года не было введено в законодательство (за исключением Рязанской области), оно уже использовалось в правоприменительной практике. Так, на основании запрета пропаганды гомосексуализма прокуратурами выносятся предупреждения СМИ, а Министерство юстиции отказывает в регистрации общественных объединений.
В марте 2006 года прокуратура Ростовской области вынесла предупреждение двум местным телеканалам (ТРК «Пульс» и Компания «ЭкспоВИМ»), ретранслирующим программы MTV и ТНТ за показ бегущей строкой региональных SMS-сообщений с предложениями интимного характера, в том числе «пропагандирующими нетрадиционные формы сексуальной ориентации». Телекомпаниям были высланы предписания об устранении выявленных нарушений. В марте 2008 года главы нескольких протестантских церквей России направили в Генеральную прокуратуру требование о закрытии телеканала «2×2» по причине «скрытой и явной пропаганды гомосексуализма и педофилии, асоциального образа жизни, а также многочисленных пороков».
В 2006—2007 годах Управление Федеральной регистрационной службы по Тюменской области трижды отказало в регистрации ЛГБТ-организации «Радужный дом», указав, что «деятельность организации, связанная с пропагандой нетрадиционной сексуальной ориентации, может повлечь подрыв безопасности российского общества и государства» и угрожает территориальной целостности Российской Федерации. 18 апреля 2007 года Федеральная регистрационная служба РФ подтвердила это решение, сославшись на экспертизу Устава организации Тюменским юридическим институтом МВД России.

### Хроника законодательных инициатив в регионах (2006—2013)
В ряде регионов России в период 2011—2013 годов были приняты законы, целью которых, выражаясь на языке законодателя, были ограничение или запрет публичных действий, направленных на пропаганду гомосексуализма. Конкретная терминология в различных регионах отличалась. Однако первым регионом в этом списке стала Рязанская область, принявшая соответствующие законопроекты ещё за несколько лет до этого.
- Рязанская область: Рязанская областная дума 22 марта 2006 года приняла закон о «Защите нравственности и здоровья детей в Рязанской области», который, среди прочего, запрещает «публичные действия, направленные на пропаганду гомосексуализма (мужеложства и лесбиянства) среди несовершеннолетних»[16]. 24 мая 2006 года также были приняты поправки в местный закон об административных правонарушениях, дополнив его статьёй, предусматривающей штрафы за «публичные действия, направленные на пропаганду гомосексуализма (мужеложства и лесбиянства) среди несовершеннолетних»[17].
- Архангельская область: Архангельское областное собрание депутатов 28 сентября 2011 года приняло дополнения в региональный закон № 336-24-ОЗ «Об отдельных мерах по защите нравственности и здоровья детей в Архангельской области»[18], предусматривающие запрет на проведение «публичных действий, направленных на пропаганду гомосексуализма среди несовершеннолетних» (статья 10)[19]. С инициативой о принятии закона выступил председатель комитета по молодёжной политике и спорту Архангельского областного собрания депутатов Александр Дятлов, которого поддержали различные общественные и религиозные организации области[20][21]. Также Дятлов признал, что идея разработки законопроекта была связана с «активной пропагандистской деятельностью» архангельской ЛГБТ-организации «Ракурс», целью которой, по его мнению, является «получение денег из зарубежных фондов на пропаганду своей ориентации»[21].
- Костромская область: 27 декабря 2011 года депутаты Костромской областной думы приняли в первом чтении закон, вносящий ряд дополнений в закон «О гарантиях прав ребёнка» и местный Кодекс об административных правонарушениях, предусматривающих административные штрафы за «пропаганду гомосексуализма (мужеложства и лесбиянства), бисексуализма и трансгендерности среди несовершеннолетних»[22][23].
- Санкт-Петербург: Законодательное собрание Санкт-Петербурга 29 февраля 2012 года дополнило городской закон «Об административных правонарушениях в Санкт-Петербурге» статьёй о штрафах за «публичные действия, направленные на пропаганду мужеложства, лесбиянства, бисексуализма, трансгендерности среди несовершеннолетних»[24][25], приняв изменения в третьем чтении после многомесячных обсуждений и широких дискуссий не только в самом Петербурге, но и в России в целом и даже за рубежом. Закон был поддержан депутатами от «Единой России» в полном составе и полностью проигнорирован большей частью фракций «Справедливая Россия», КПРФ и ЛДПР, депутаты которых даже не стали по нему голосовать, против проголосовали лишь некоторые члены «Яблока»[26]. Рассмотрение закона сопровождалось широким общественным резонансом и митингами как в России, так и за рубежом[27]. После принятия закона мировое ЛГБТ-сообщество обратилось к губернатору Петербурга Георгию Полтавченко с требованием не подписывать закон. Однако губернатор подписал документ[28]. (подробнее…)
- Магаданская область: Магаданская областная Дума 5 июня 2012 года приняла изменения в областные законы «Об охране общественной нравственности» и «Об административных правонарушениях в Магаданской области», дополняющие их новыми статьями, вводящими запрет на «действия, направленные на популяризацию мужеложства, лесбиянства, бисексуализма среди несовершеннолетних»[29]. Принятие документа прошло практически незаметно, не вызвав никакого обсуждения в средствах массовой информации[30][31].
- Новосибирская область: Законодательное собрание Новосибирской области 7 июня 2012 года в окончательном чтении приняло изменения в областной кодекс об административных правонарушениях. Согласно принятым во поправкам, за «пропаганду гомосексуализма среди несовершеннолетних» были предусмотрены административные штрафы[32][33][34].
- Краснодарский край: 20 июня 2012 года депутаты Законодательного собрания Краснодарского края приняли дополнения к местному закону «Об обеспечении основных гарантий прав ребёнка в Краснодарском крае» и краевому кодексу об административных правонарушениях. Поправки были направлены на запрет распространения информации, «способствующей формированию [у несовершеннолетних] искажённых представлений о соответствии социальным нормам нетрадиционных половых (интимных) отношений (гомосексуализма)»[35]. Законопроект был разработан краевой комиссией по делам несовершеннолетних и поддержан комитетом по вопросам образования, науки, делам семьи и молодёжи, а также прокурором Краснодарского края Александром Коржеником[36].
- Самарская область: 26 июня 2012 года депутаты Самарской Губернской думы по инициативе «Единой России» единогласно приняли поправки к региональному закону «Об административных правонарушениях», внеся в него дополнения о запрете «публичных действий, направленных на пропаганду гомосексуализма, бисексуализма и трансгендерности среди несовершеннолетних», составленный по петербургскому образцу[37][38]. Принятие законопроекта было поддержано областным уполномоченным по правам ребёнка. Вместе с тем, законопроект получил отрицательное заключение законодательного комитета Самарской думы. По мнению правового управления облпарламента, законопроект противоречил законодательству о противодействии коррупции. Юристы также отметили отсутствие юридических определений используемых в законопроекте терминов и оценочный характер формулировок вроде «бесконтрольное распространение» и «искажённые представления»[39]. Против законопроекта выступала также и областная уполномоченная по правам человека Ирина Скупова, указав на размытость термина «пропаганда» и на возможное нарушение международных пактов о правах человека. Однако большинство самарских парламентариев не согласились с доводами правозащитников[37][38].
- Башкортостан: Государственное собрание Башкортостана 23 июля 2012 года дополнила закон «Об основных гарантиях прав ребёнка в Республике Башкортостан» статьёй о недопущении «публичных действий, направленных на пропаганду гомосексуализма (мужеложства, лесбиянства), бисексуализма, трансгендерности среди несовершеннолетних»[40][41].
- Владимирская область: Законодательное собрание Владимирской области 13 ноября 2012 года приняло дополнения и поправки в областной закон «О мерах по защите нравственности и здоровья детей во Владимирской области» и административный кодекс, запрещающие «публичные действия, направленные на пропаганду мужеложства, лесбиянства, бисексуализма, трансгендерности среди несовершеннолетних»[42].
- Калининградская область: Калининградская областная Дума 30 января 2013 года во втором чтении приняла поправки в закон «О защите населения Калининградской области от информационной продукции, наносящей вред духовно-нравственному развитию», запрещающие «публичные действия, направленные на пропаганду педофилии, сексуальных (половых) отношений с несовершеннолетними, мужеложства, лесбиянства, бисексуализма»[43], а также соответствующие изменения в административный кодекс области[44]. Ко второму чтению из законопроекта было изъято присутствовавшее в первой версии уточнение «среди несовершеннолетних», таким образом он был распространён на всё население[45][46].
- Иркутская область: Законодательное собрание Иркутской области 13 мая 2013 года приняло изменения в закон «Об отдельных мерах по защите детей от факторов негативно влияющих на их физическое, интеллектуальное, психическое, духовное и нравственное развитие в Иркутской области», дополнив его новой статьёй о «защите детей от информации, причиняющей вред их здоровью и (или) развитию, в том числе от информации, отрицающей семейные ценности»[47][48]

Похожие законодательные инициативы обсуждались также и в ряде других регионов России. В частности, вслед за введением запрета на пропаганду гомосексуализма в Петербурге об этом дискутировали в Московской городской думе. В 2012 году законопроект «Об административной ответственности за пропаганду среди несовершеннолетних нетрадиционных сексуальных отношений» был направлен также и в Московскую областную думу. Депутаты Кирово-Чепецка 25 апреля 2012 года предложили внести в законодательство Кировской области закон против «пропаганды гомосексуализма, педофилии и религиозных сект». В июне 2012 года аналогичный законопроект по инициативе Якутской городской думы также был внесён в Государственное Собрание Республики Саха.
В некоторых других регионах России также обсуждалась необходимость введения подобных законов, однако в связи с принятием в июне 2013 года федерального закона подобные инициативы утратили свою актуальность.

## Принятие федерального закона

### Внесение законопроекта в Государственную думу
Ещё 17 ноября 2011 года председатель Совета Федерации Валентина Ивановна Матвиенко, комментируя решение Законодательного Собрания Санкт-Петербурга, принявшего в первом чтении проект закона о запрещении «пропаганды гомосексуализма» среди несовершеннолетних, заявила, что подобную законодательную инициативу вполне возможно перевести на федеральный уровень. После окончательного принятия петербургского закона о его переносе на федеральный уровень заговорил и эксперт комитета Госдумы по вопросам семьи, женщин и детей и представитель синодального отдела Московского патриархата по делам молодёжи иеромонах Димитрий (Першин). В июле 2012 года депутаты Магаданской областной думы обратились в Госдуму России с требованием «ужесточить ответственность» за пропаганду гомосексуализма на федеральном уровне после того, как соответствующий закон был принят в Магаданской области на областном уровне.
Законодательное собрание Новосибирской области 28 марта 2012 года внесло в Государственную думу законопроект, вводящий в КоАП РФ статью 6.21, устанавливающую административную ответственность за «пропаганду гомосексуализма среди несовершеннолетних». Авторами законопроекта выступили члены «Единой России» — депутаты законодательного собрания Новосибирской области: главврач новосибирской городской поликлиники Сергей Дорофеев и бывший строитель Алексей Кондрашкин. Документ предусматривал штрафы в размере 4-5 тысяч рублей для частных лиц, 40-50 тысяч рублей — для должностных лиц и 400—500 тысяч — для юридических лиц.
Вступительная часть пояснительной записки к законопроекту почти дословно дублировала пояснительную записку законопроекта Александра Чуева в редакции 2006 года. В частности, в ней говорилось, что «пропаганду гомосексуализма» следует понимать как «деятельность по целенаправленному и бесконтрольному распространению информации, способной нанести вред здоровью, нравственному и духовному развитию, в том числе сформировать искажённые представления о социальной равноценности традиционных и нетрадиционных сексуальных отношений». При этом никакого более точного определения и пояснения того, что именно должно считаться такой пропагандой, в самом тексте законопроекта не содержалось.
В мае 2012 года Правовое управление Государственной думы дало отрицательное заключение на законопроект, обратив внимание на отсутствие правового определения термина «гомосексуализм» в законодательстве Российской Федерации. В то же время, возглавляемый Еленой Мизулиной Комитет Госдумы по вопросам семьи, женщин и детей, который был назначен ответственным за прохождение законопроекта, вынес по нему положительное заключение, порекомендовав его принять в первом чтении.
| Фракция | за  | пр. | воз. | н/г |
| ------- | --- | --- | ---- | --- |
| ЕР      | 235 | 1   | 0    | 1   |
| СР      | 60  | 0   | 0    | 4   |
| КПРФ    | 91  | 0   | 0    | 1   |
| ЛДПР    | 2   | 0   | 1    | 53  |
| Всего   | 388 | 1   | 1    | 59  |

Первое рассмотрение законопроекта должно было пройти 19 декабря, но неоднократно переносилось. В итоге 25 января 2013 года законопроект был рассмотрен и принят в первом чтении 388 голосами (с одним голосом «против» и одним воздержавшимся). В то же время депутаты отметили необходимость доработать документ ко второму чтению, уточнив термин «гомосексуализм» или заменив его другим, а также конкретизировать понятие «пропаганды». При этом фракция ЛДПР почти в полном составе вообще проигнорировала голосование по законопроекту. Председатель партии Владимир Жириновский заявил, что принятие закона о пропаганде гомосексуализма будет только способствовать её усилению.
В начале февраля 2013 года Елена Мизулина предложила также внести изменения и в федеральный закон «О защите детей от информации, причиняющей вред их здоровью и развитию», расширив перечень контента, запрещённого для распространения среди несовершеннолетних, что позволило бы без судебного решения блокировать интернет-сайты. Кроме того, Комитетом Госдумы по вопросам семьи, женщин и детей, который возглавляла Мизулина, были предложены изменения по тексту закона, так что штрафы предлагалось ввести также и за публичное «оправдание и одобрение гомосексуализма» и «формирование у несовершеннолетних искажённого представления о социальной равноценности традиционных и нетрадиционных брачных отношений».

### Окончательная версия и принятие законопроекта
В начале июня стало известно об окончательной версии нового текста законопроекта. Так, из документа были полностью изъяты конкретные упоминания гомосексуальности. Вместо этого законодатели стали вести речь о «пропаганде нетрадиционных сексуальных отношений», которая, согласно тексту законопроекта, может выражаться в виде распространения «информации, направленной на формирование у несовершеннолетних нетрадиционных сексуальных установок, привлекательности нетрадиционных сексуальных отношений, искажённого представления о социальной равноценности традиционных и нетрадиционных сексуальных отношений». Также законопроектом запрещается «навязывание информации о нетрадиционных сексуальных отношениях, вызывающих интерес к таким отношениям».
| Фракция | за  | пр. | воз. | н/г |
| ------- | --- | --- | ---- | --- |
| ЕР      | 237 | 0   | 0    | 1   |
| СР      | 59  | 0   | 1    | 4   |
| КПРФ    | 84  | 0   | 0    | 8   |
| ЛДПР    | 56  | 0   | 0    | 0   |
| Всего   | 436 | 0   | 1    | 13  |

Елена Мизулина прокомментировала последнюю редакцию закона следующим образом: «Мы чётко выбрали такие формулировки, что, например, если показан быт человека нетрадиционной ориентации, то это не есть пропаганда, она не направлена на формирование у детей каких-то установок, это просто информация. Новостные сюжеты — тоже просто информация, а не пропаганда. Если двое людей одного пола идут за руки — это тоже не пропаганда. И если ребёнок ищет какую-то информацию сам, если ему это нужно, это тоже никакая не пропаганда, потому что нет целенаправленного формирования установок у детей». Законопроект изначально направленный против «пропаганды гомосексуализма», в дальнейшем был переименован: слово «гомосексуализм» заменили оборотом «нетрадиционные сексуальные отношения». По объяснениям Мизулиной, «формулировка была изменена в качестве уступки сексуальным меньшинствам, а также для того, чтобы лишний раз не пропагандировать „гомосексуализм“».
11 июня 2013 года сразу во втором и в третьем, окончательном, чтениях Государственная дума приняла закон, запрещающий «пропаганду нетрадиционных сексуальных отношений среди несовершеннолетних». Кроме введения новой административной статьи поправки были также внесены в законы «О защите детей от информации, причиняющей вред их здоровью и развитию» и «Об основных гарантиях прав ребёнка в РФ». Документ был принят практически единогласно, за него проголосовали 436 депутатов, лишь один воздержался. Обсуждения в парламенте прошли на фоне демонстраций и пикетов сторонников и противников законопроекта перед зданием Государственной думы, закончившейся дракой и арестом участников.
Закон был одобрен Советом Федерации 26 июня, подписан президентом России Владимиром Путиным 29 июня и вступил в силу после его официального опубликования в «Российской газете» 2 июля 2013 года.

### Федеральный закон 135-ФЗ
Принятый закон дополнил Кодекс Российской Федерации об административных правонарушениях статьёй 6.21, устанавливающей административную ответственность за «пропаганду нетрадиционных сексуальных отношений среди несовершеннолетних», а также внёс изменения в федеральный закон «О защите детей от информации, причиняющей вред их здоровью и развитию», дополняющие список информации, запрещённой для распространения среди детей, также и «информацией, пропагандирующей нетрадиционные сексуальные отношения». Кроме того, закон вносит поправки в закон «Об основных гарантиях прав ребёнка в РФ», которые устанавливают, что органы государственной власти Российской Федерации принимают меры по защите ребёнка также и от информации, пропагандирующей нетрадиционные сексуальные отношения.
Новой статьёй КоАП РФ за «пропаганду нетрадиционных сексуальных отношений среди несовершеннолетних» устанавливался штраф в размере от 4 до 5 тысяч рублей для физических лиц и от 40 до 50 тысяч рублей — для должностных лиц. В качестве наказания для юридических лиц в случае нарушения закона был предусмотрен штраф от 800 тысяч до 1 миллиона рублей либо административное приостановление деятельности на срок до 90 суток. В случае, если подобная пропаганда была совершена с использованием СМИ (в том числе Интернета), штраф для физических лиц был увеличен от 50 до 100 тысяч рублей, для должностных лиц — от 100 до 200 тысяч рублей. Для юридических лиц в этом случае были предусмотрены штраф до 1 миллиона рублей либо административное приостановление деятельности на срок до 90 суток.
Кроме того, отдельный пункт статьи специально касался иностранцев и лиц без гражданства. Так, за нарушение данного закона для таких лиц были предусмотрены штрафы на сумму от 4 до 5 тысяч рублей либо административный арест на срок до 15 суток. В случае использования СМИ (в том числе и Интернета) было назначено наказание в виде штрафа от 50 до 100 тысяч рублей либо административный арест на срок до 15 суток. Во всех случаях после штрафа или ареста также предусматривалось административное выдворение за пределы России.

## Применение закона и судебная практика
С момента вступления в силу закона о «гей-пропаганде» в 2013 году (статья 6.21 КоАП РФ), его применение было ограниченным: ежегодно возбуждалось всего несколько дел, в основном против отдельных активистов за одиночные пикеты или публикации в поддержку ЛГБТ. Однако к концу 2010-х годов число дел увеличилось, а круг привлекаемых к ответственности расширился. Под преследование попали журналисты, сайты и предприниматели — за ЛГБТ контент, интервью с представителями сообщества или продажу товаров с ЛГБТ-тематикой.
Суды трактовали понятие «пропаганда нетрадиционных отношений» крайне широко. Наказания могли последовать даже за нейтральные или положительные упоминания ЛГБТ. Людей штрафовали за изображения однополых пар в соцсетях - в некоторых случаях штрафы назначались за изображения не содержащие каких-либо сообщений или за публикацию эротических видео. В одном из дел 2023 года женщина была оштрафована более чем на 900 000 рублей за публикацию кадров из музыкального клипа и фильма с романтическими сценами между женщинами.

### Расширение закона в 2022 году и усиление репрессий
В декабре 2022 года закон был расширен: теперь любые положительные упоминания ЛГБТ запрещены для всех возрастов. После этого начался резкий рост числа дел. В 2023 году было возбуждено более 180 дел — больше, чем за весь предыдущий десятилетний период вместе взятый. Общая сумма штрафов достигла 26 миллионов рублей, тогда как с 2013 по 2022 годы она составляла около 7 миллионов.
Под удар попали стриминговые сервисы, кинокомпании и соцсети — за демонстрацию фильмов, сериалов и видео с ЛГБТ-персонажами. Некоторые штрафы достигали сотен тысяч рублей. Преследование обычных граждан тоже продолжилось, теперь уже по более жёстким правилам.

## Влияние и последствия

### Научные данные
В научной статье, посвящённой закону о запрете «гей-пропаганды», делается вывод, что он способствует стигматизации, и, как следствие, ухудшению здоровья ЛГБТ, лишает подростков доступа к информации, важной для их здоровья и благополучия, повышает агрессивные настроения против ЛГБТ-активистов в обществе.
В ещё одном исследовании было обнаружено, что у МСМ, живущих в Москве и подвергавшихся стигматизации, после принятия закона выросла частота возникновения депрессии. Авторы связывают это с тем, что закон «фактически узаконил публичную стигматизацию и насилие в отношении ЛГБТ». Ещё одна работа обнаружила рост насилия над ЛГБТ после 2013 года.

### Внутрироссийская реакция на принятие закона
По данным опроса ВЦИОМ, весной 2012 года около 86 % россиян поддерживали введение запрета на пропаганду гомосексуализма среди несовершеннолетних. При этом, согласно тому же опросу, 92 % граждан с пропагандой гомосексуализма никогда не встречались.
Уже через год, летом 2013 года, ВЦИОМ сообщил о том, что отношение россиян к гомосексуальности стало более нетерпимым, а число сторонников введения запретов пропаганды гомосексуализма возросло до 88 %. При этом 54 % опрошенных считали нужным запретить однополые отношения совсем вплоть до уголовной ответственности. Проведённый в том же 2013 году опрос «Левада-Центра» выявил, что 76 % россиян в той или иной мере поддерживают введение штрафов за «пропаганду нетрадиционных сексуальных отношений».
Обсуждения законопроекта в Государственной думе сопровождались различными пикетами как в поддержку, так и против принятия законопроекта.
19 декабря 2012 года перед входом в Госдуму по инициативе активистки Елены Костюченко была проведена акция «День поцелуев», закончившаяся стычками с сторонниками законопроекта и задержанием семерых ЛГБТ-активистов и их троих оппонентов. Аналогичные акции прошли также в других городах России. Акции как ЛГБТ-активистов, так и сторонников принятия законопроекта, также завершившиеся потасовками и арестами, прошли 22 и 25 января и 11 июня 2013 года. Каждая акция ЛГБТ-активистов у Госдумы сопровождалась стычками с «православными активистами» Дмитрия Энтео и представителями Союза православных хоругвеносцев.
В январе-феврале 2013 года после публичного скандального каминг-аута и увольнения журналиста Антона Красовского в ряде российских журналов («Афиша», «Большой город», The New Times и Slon) вышли спецвыпуски, целиком посвящённые гомосексуальной тематике. В качестве реакции на законопроект последовали и другие каминг-ауты. В августе 2013 года уже после окончательного принятия закона американский актёр Уэнтуорт Миллер бойкотировал Санкт-Петербургский международный кинофестиваль, на который был официально приглашён, впервые заявив при этом о своей гомосексуальности. Большой общественный резонанс получил каминг-аут шеф-редактора новостей телеканала «Культура» Олега Дусаева, через месяц после которого он покинул телеканал.

### Правоприменительная практика до принятия федерального закона
В докладе Московской Хельсинкской Группы, опубликованном в начале 2013 года (уже после принятия федерального закона, но ещё до вступления его в силу), проводится анализ правоприменительной практики законодательства о запрете пропаганды гомосексуализма среди несовершеннолетних, в котором делается вывод о ситуативном применении принятых региональных законов. По словам автора обзора Валерия Созаева, эти законы были использованы, в первую очередь, для ограничения прав ЛГБТ на свободу собраний и самовыражения, что, как правило, происходило ещё на этапе подачи уведомлений на проведение публичных мероприятий либо во время прохождения одиночных пикетов (по закону не требующих подобных уведомлений).
Аналогичные выводы делает Русская служба Би-би-си, приводя высказывания нескольких местных ЛГБТ-организаций из регионов, в которых уже были приняты законы о пропаганде гомосексуализма. Со ссылкой на этот закон власти запрещали ЛГБТ-активистам в проведении любых пикетов вне зависимости от сформулированных целей.
- Рязанская область. В марте 2009 года ЛГБТ-активисты Ирина Федотова и Николай Баев провели одиночные пикеты около школ Рязани и возле Рязанской областной детской библиотеки, держа плакаты «Гомосексуальность это нормально» и «Я горжусь своей гомосексуальностью. Спроси меня об этом». Они были задержаны и впоследствии судом признаны виновными в нарушении статьи 3.10 закона Рязанской области «Об административных правонарушениях» и оштрафованы[105][106].
- Архангельская область. Первыми за нарушение статьи 2.13 административного кодекса Архангельской области стали Алексей Киселёв, Николай Алексеев и Кирилл Непомнящий, которые были задержаны в Архангельске 11 января 2011 года за одиночные пикеты с плакатами у детской библиотеки[107].
- Санкт-Петербург. Первым оштрафованным в Петербурге по статье 7_1 местного административного кодекса стал Николай Алексеев, задержанный 12 апреля 2012 года у здания петербургской администрации с плакатом «Гомосексуализм — не извращение. Извращение — это хоккей на траве и балет на льду». ЛГБТ-активист использовал свой протест с целью последующего обжалования петербургского закона в суде[108][109]. Несколькими днями ранее 5 апреля за нарушение закона были задержаны Алексей Киселёв и Кирилл Непомнящий, проводящие одиночные пикеты с плакатами «Гей — это нормально» возле «Дворца творчества юных», однако их суд состоялся позже[110][111]. Кроме того, 7 апреля в ходе аналогичного пикета с плакатом «Образ жизни всех лесбиянок является нормальным» по обвинению в пропаганде гомосексуализма были задержаны активисты Игорь Кочетков и Сергей Кондрашов, однако в итоге им было предъявлено обвинение по статье «Неповиновение сотрудникам полиции» за отказ отдать им плакаты[112].

Правоприменительная практика в других регионах России, в которых были приняты аналогичные законы, на момент принятия федерального закона отсутствовала.

### Судебная практика по статье 6.21 КоАП РФ
Первым в истории постановлением об административном наказании уже по федеральному законодательству стал штраф, вынесенный в декабре 2013 года в Архангельске ЛГБТ-активистам Николаю Алексееву и Ярославу Евтушенко за одиночные пикеты с плакатами «Гей-пропаганды не существует. Геями не становятся, геями рождаются!» у детской библиотеки. После приговора Алексеев также сразу заявил о желании использовать его для обжалования принятого закона. В декабре же был оштрафован казанский активист Дмитрий Исаков за проведённые им ещё в июне того же года два одиночных пикета.
Согласно статистике Судебного департамента при Верховном суде РФ, в 2014 году российские суды в общей сложности вынесли два решения о назначении штрафов на общую сумму в 245 тысяч рублей за «пропаганду нетрадиционных сексуальных отношений» по статье 6.21 КоАП РФ. В том числе были оштрафованы одно юридическое и одно должностное лицо. Кроме того, по данной статье были заведены дела в отношении ещё пяти человек, однако все они были оправданы, и производство по делам было прекращено. В частности, в августе 2014 года в Смоленской области был оштрафован производитель детской игры «Фанты», по одному из заданий которой игроки должны изобразить свидание однополой пары. В январе 2014 в Хабаровске был оштрафован редактор газеты «Молодой дальневосточник» Александр Сутурин за публикацию материала «История с гейографией» об увольнении гомосексуального учителя Александра Ермошкина.
В январе 2015 года по статье 6.21 КоАП была оштрафована Елена Климова за создание проекта «Дети-404» о ЛГБТ-подростках. В октябре 2016 года сайт проекта также был занесён Роскомнадзором в единый реестр запрещённых сайтов. Уже ранее в сентябре 2015 года социальная сеть «ВКонтакте» по требованию Роскомнадзора блокировала сообщество «Дети-404».
По информации правозащитной организации «Агора», всего в 2016 году по статье 6.21 КоАП РФ российские суды рассмотрели дела в отношении 12 человек, из которых 8 были признаны виновными и оштрафованы в среднем по 50 тысяч рублей. Основным пунктом обвинения было распространение материалов СМИ об ЛГБТ и публикация собственных постов в социальных сетях. Всего за «пропаганду нетрадиционных сексуальных отношений» по федеральному законодательству к тому моменту было оштрафовано 15 человек.
В 2017 году жительницу Самары Евдокию Романову суд оштрафовал на 50 тыс. руб. за пропаганду гомосексуализма. Уточняется, что девушка перепостила на свою страницу в Facebook ссылки на статьи The Guardian и BuzzFeed про ЛГБТ.
В марте 2018 года стало известно о внесении сайта gay.ru в единый реестр запрещённых сайтов Роскомнадзора по причине пропаганды нетрадиционных отношений среди несовершеннолетних, несмотря на стоящую на сайте пометку «18+».
В августе 2018 года на 50 тысяч рублей был оштрафован 16-летний школьник Максим Неверов из Бийска. Согласно протоколу об административном правонарушении, подросток разместил на своей странице сети «вКонтакте» «изображение действий молодых людей и их обличие (полуобнажённые части тела), которые, согласно заключению эксперта, имеют признаки пропаганды однополых отношений».
Согласно статистике, опубликованной на сайте Судебного департамента при Верховном Суде России, в 2019 году в суды было направлено рекордное количество дел по статье 6.21 КоАП РФ. При этом, в рамках этих 20 дел были привлечены к ответственности только 4 человека. По мнению юриста Российской ЛГБТ-сети Александра Белика, это свидетельствует о том, что большинство судов исполняет решение ЕСПЧ по делу Баев против России, признающее дискриминационной статью «о пропаганде».
Осенью 2019 года сначала Мировой суд Набережных Челнов, а затем и Набережночелнинский городской суд признали администратора группы в социальной сети «ВКонтакте» виновным в «пропаганде нетрадиционных сексуальных отношений» и назначили штраф в 50 000 рублей. Расходы на штраф покрыл Благотворительный фонд «Сфера». 30 июля этот администратор ЛГБТ-группы знакомств из Набережных Челнов в социальной сети «ВКонтакте», признанный виновным в «пропаганде нетрадиционных сексуальных отношений», обратился с жалобой в ЕСПЧ.
В январе 2020 в Комсомольске-на-Амуре на ЛГБТ-активистку Юлию Цветкову составили протокол о пропаганде нетрадиционных сексуальных отношений среди несовершеннолетних. По словам активистки, поводом стала картинка в соцсети «ВКонтакте» с надписью «Семья там, где любовь. Поддержите ЛГБТ+ семьи». На ней изображены две однополые пары с детьми. Актриса, режиссёр и писательница Рената Литвинова впоследствии записала видеообращение в поддержку ЛГБТ-активистки. В июне 2020 года на Юлию Цветкову завели уже третье за год административное дело о «пропаганде гомосексуализма среди несовершеннолетних» в соцсети «ВКонтакте». На этот раз причина — изображение однополой семьи с ребёнком. В октрябре 2020 года ЕСПЧ принял к рассмотрению жалобу российской феминистки Юлии Цветковой, оштрафованной по «закону Мизулиной» на 50 000 рублей.
В феврале 2020 года полиция города Архангельска провела экспертизу брошюр, лежавших в общественном центре ЛГБТ+ инициативной группы «Ракурс» и составила протокол по ст. 6.21 КоАП РФ в отношении арендатора. В дальнейшем, суд отказал в назначении штрафа по причине того, что протокол составлен неправильно, в нём не конкретизирован вменяемый арендатору состав правонарушения.
В Хабаровске ЛГБТ-активиста Сергея 8 июня 2020 года признали виновным в «пропаганде нетрадиционных сексуальных отношений среди несовершеннолетних». В «Российской ЛГБТ-сети» считают, что на активиста «было оказано давление, связанное с публичным освещением выдвинутых против него обвинений».
В октябре 2020 года екатеринбургские полицейские составили протокол о «пропаганде нетрадиционных сексуальных отношений» в отношении местной жительницы, которая вела сообщество ЛГБТ-знакомств в соцсети «ВКонтакте». «Пропаганду» усмотрели в размещении «…анкет лиц, не достигших несовершеннолетия — представителей ЛГБТ, для поиска друзей/партнёров для нетрадиционных сексуальных отношений, тем самым осуществила пропаганду нетрадиционных сексуальных отношений». Сейчас сообщество «Радужный Екб | ЛГБТ Екатеринбург», в котором было 336 участников, удалено, как и страница девушки. В полиции уверены, что девушка занималась «гомопропагандой» на протяжении шести лет, начиная с 2014 года. В результате рассмотрения дела судья судебного участка № 6 Верх-Исетского района Екатеринбурга назначил 50 000 рублей штрафа создательнице ЛГБТ-сообщества «Радужный Екб | ЛГБТ Екатеринбург» в социальной сети «ВКонтакте».
Согласно статистике, опубликованной на сайте Судебного департамента при Верховном Суде России, в 2019 году в суды было направлено 20 дел по статье 6.21 КоАП РФ. При этом к ответственности были привлечены только 4 человека. Общая сумма штрафов за 2019 год составляет 108 000 рублей.

### Изменение общественной ситуации после принятия закона
Согласно докладу международной правозащитной организации Human Rights Watch, несмотря на то, что в течение первого года действия федерального закона о запрете «пропаганды нетрадиционных отношений среди несовершеннолетних» к административной ответственности по нему было привлечено всего четыре человека, закон служил инструментом дискриминации ЛГБТ. Организация отмечает сопровождающую принятие закона эскалацию насилия и притеснений в отношении ЛГБТ и их защитников и усиление гомофобной риторики со стороны части официальных лиц и общественных деятелей России. Закон используется для запретов проведения различных акций ЛГБТ-активистов и пресечения их публичных мероприятий. Отмечается появление различных радикальных группировок, заманивающих геев в частные квартиры под предлогом встречи, а затем унижающих их, причем на камеру. В докладе также сообщается о случаях очернительских кампаний как минимум в шести различных регионах России в отношении представителей ЛГБТ или их защитников, работающих в образовательных и воспитательных учреждениях, в результате которых большинство из упомянутых в публикациях лиц теряли работу. По словам ЛГБТ-активистов, закон способствовал укреплению чувства безнаказанности для радикальных группировок вроде «Оккупай-педофиляй».
В октябре 2013 года на пропаганду гомосексуализма был проверен флаг Еврейской автономной области. С таким заявлением в Геральдический совет при президенте Российской Федерации пожаловалась одна из жительниц региона. Однако Совет не усмотрел во флаге пропаганды нетрадиционных сексуальных отношений и рекомендовал его к дальнейшему использованию. Эксперты Роскомнадзора проверяли также эмодзи изображающих однополых пар на iPhone и гей-смайлы в Facebook. В результате многочисленных жалоб проверку проходил детский спектакль «Душа подушки».
Председатель Союза женщин России Екатерина Лахова в июне 2020 года пожаловалась президенту Владимиру Путину на «гей-пропаганду» в рекламе мороженого «Радуга», производимого компанией «Чистая линия».
В июле 2020 года общественная уполномоченная по защите семьи Ольга Баранец направила в МВД и Роскомнадзор заявление с требованием привлечь онлайн-сервис more.tv, демонстрирующий сериал «Чики», к административной ответственности по статьям «защита детей от информации, причиняющей вред их здоровью и (или) развитию» и «пропаганда нетрадиционных сексуальных отношений среди несовершеннолетних». В своём заявлении Баранец отмечает, что «много внимания в сериале уделено гомосексуальной половой ориентации несовершеннолетнего сына одной из героинь, демонстрируется одобрительное и равнодушное отношение матери к такому поведению сына».
В июле 2020 года опрос, проведённый ВЦИОМ, показал, что с мнением о том, что никакой пропаганды нетрадиционных сексуальных отношений в России не существует, а люди, выступающие в защиту прав представителей сексуальных меньшинств в России, не преследуют разрушительных целей, сейчас склонны согласиться 30 % опрошенных. В 2018 году таких респондентов было 24 %. При этом прослеживается зависимость возраста опрошенных от данных ответов. Не верят ни в какую агрессивную гей-пропаганду 63 % респондентов в возрасте от 18 до 24 лет. Зато 64 % респондентов старше 60 лет убеждены, что духовные ценности россиян находятся под угрозой со стороны группы лиц, пропагандирующих нетрадиционные отношения.

### Влияние на уровень преступлений на почве ненависти в отношении ЛГБТ
Преступления ненависти стали более распространенными как непосредственное следствие «закона о гей-пропаганде». Продвижение властями идеи об ЛГБТ-сообществе как угрозе вызвало цепную реакцию в обществе. По всей стране многие люди, иногда с поддержкой властей, совершают акты насилия в отношении представителей ЛГБТ. Некоторые из этих людей организовывают группы ненависти, считая истребление ЛГБТ средством восстановления общественного порядка.
Российское правительство официально не регистрирует преступления из-за ненависти в отношении ЛГБТ, зачастую вместо этого заявляя о том что такие люди не существуют.
Количество совершаемых преступлений с момента введения закона о «гей-пропаганде» в три раза превышает показатели до введения закона. Об этом сообщили несколько исследовательских проектов и НКО (2 российских НКО — Группа «Стимул» и Центр «СОВА», и 1 международная организация — ОБСЕ Бюро по демократическим институтам и правам человека — ОДИПЧ). Кроме изменений в количестве, преступления против представителей ЛГБТ стали качественно другими: с момента введения закона в 2013 году они стали более жестокими, чаще преднамеренными и чаще совершаются организованными группами.

#### Рост числа преступлений
Между 2013 и 2018 годами произошло трехкратное увеличение числа преступлений ненависти в отношении представителей ЛГБТ. Такие преступления существовали и до 2013 года, но уровень насилия значительно возрос после введения дискриминационного законодательства. Рост был зафиксирован в следующем году, и уровень оставался высоким в течение десятилетия. Сообщалось, что между 2010 и 2020 годами было совершено 1056 преступлений по отношению к 853 жертвам, с 365 смертями. Количество преступлений после введения закона о «гей-пропаганде» в три раза превышает показатели до этого (46 в 2010 году по сравнению с 138 в 2015 году).
Эти инциденты включают в себя нападения, убийства, угрозы, уничтожение имущества, ограбления и другие.

#### Преступления становятся более жестокими и организованными. Группы ненависти
Помимо увеличения числа преступлений ненависти, происходит и качественное изменение: преступления становятся (1) более жестокими, (2) более организованными, (3) чаще совершаются группами исполнителей.
После 2013 года преступления против геев стали более жестокими — исследования показывают, что 67 % инцидентов преступлений из-за ненависти сопровождаются «крайним насилием».
Кроме того, преступления стали более организованными и тщательно подготовленными (часто группой исполнителей с целенаправленным выбором жертвы из числа ЛГБТ) — в течение трех лет подряд (2017, 2018, 2019) произошёл всплеск организованных преступлений ненависти в отношении ЛГБТ, связанных с деятельностью гомофобных групп ненависти. В большинстве случаев эти группы ненависти использовали приложения и веб-сайты знакомств, чтобы «охотиться» на гомосексуалов. Эти атаки часто включали физическое насилие, а видеозаписи атак распространялись в Интернете.
Одной из наиболее распространенных групп ненависти стал Оккупай-педофиляй, который был активен в годы после принятия «закона о гей-пропаганде». Запущенный Максимом Марцинкевичем, известным как Тесак, на пике своей активности этот проект присутствовал в 40 регионах России. Идеология этой группы ненависти была описана в книге Тесака «Реструкт» (2012), где он затрагивает вопрос гомосексуальности, утверждая, что её «нельзя вылечить» и поэтому её нужно истребить. С 2010 по 2020 год исследование выявило 205 случаев преступлений из-за ненависти, совершенных различными гомофобными группами ненависти. Более того, введение «закона о гей-пропаганде» оказало заметное воздействие на это — количество случаев выросло с 2 в 2010 году до 38 в 2014 году. Многие из этих преступлений совершались Тесаком и совершаются его последователями или имитаторами.

#### Новый рост уровня насилия в 2023-2024 годах
В 2023–2024 годах на фоне вторжения в Украину и ужесточения закона о "гей-пропаганде", был зафиксирован новый рост уровня насилия в отношении ЛГБТ-людей в России, что связано с ухудшением общественного отношения к меньшинствам. Эти данные подтверждаются отчетом Центра Защиты Прав Человека Мемориал и информацией аналитического проекта Grey Rainbow. В частности, в отчете Мемориала сообщалось что к 2022 году число преступлений упало до 56 случаев, а число погибших до 8. В 2023 году был виден новый рост—за год с 56 до 97, число погибших выросло в два раза (с 8 до 20).

## Судебное обжалование законов

### Обжалование рязанского закона (2009—2013)
Оштрафованные в сентябре 2009 года в Рязани активисты Ирина Федотова и Николай Баев при поддержке Николая Алексеева обратились с жалобой в Конституционный суд Российской Федерации с требованиями проверить статьи 4 закона Рязанской области «О защите нравственности детей в Рязанской области» и статью 3.10 закона Рязанской области «Об административных правонарушениях» на их соответствие Конституции России, в частности статье 29 (право на свободу мысли и слова), статье 19 (запрет дискриминации) и статье 55 (допущение ограничения конституционных прав граждан только федеральным законом).
Конституционный суд РФ, ссылаясь на федеральный закон № 124-ФЗ «Об основных гарантиях прав ребёнка в Российской Федерации» от 24 июля 1998 года, отказал в принятии к рассмотрению жалобы Баева, Федотовой и Алексеева и в своём решении от 19 января 2010 года определил, что указанные законы «не содержат признаков дискриминации, по своему смыслу не допускают избыточные действия органов публичной власти. Соответственно, оспариваемые заявителями положения данных законов не могут рассматриваться как несоразмерно ограничивающие свободу слова».
После решения Конституционного суда Баев обратился с жалобой в Европейский Суд по правам человека, а Федотова направила жалобу в Комитет по правам человека ООН. В октябре 2012 года Комитет по правам человека ООН удовлетворил жалобу Федотовой, признав положения закона Рязанской области о запрете пропаганды гомосексуализма среди несовершеннолетних противоречащими двум статьям Международного пакта о гражданских и политических правах.
31 октября 2012 года Комитет по правам человека ООН вынес решение по жалобе Ирины Федотовой, привлечённой в 2009 году к административной ответственности за «публичные действия, направленные на пропаганду гомосексуализма среди несовершеннолетних» по законам Рязанской области. Комитет осудил размытость формулировок закона, из которого непонятно, относится ли термин «гомосексуализм» к сексуальной ориентации или к сексуальным действиям, и постановил, что Россия не смогла продемонстрировать необходимость ограничения права истицы на выражение ею своей сексуальной идентичности и стремления добиться её понимания, в том числе с вовлечением несовершеннолетних в обсуждение вопросов, связанных с гомосексуальностью. Комитет сделал заключение о дискриминационном характере рязанского закона и о нарушении Российской Федерацией пунктов 2 статьи 19 (право на свободу выражения мнений) в совокупности со статьёй 26 (запрет дискриминации) Пакта и обязал Россию принять необходимые меры для недопущения аналогичных нарушений в будущем.
В августе 2013 года Федотова обратилась в Рязанский областной суд с надзорной жалобой. В октябре 2013 года Рязанский областной суд отменил решения, ранее принятые по делу Федотовой. Вскоре Федотова добилась также и в Верховном Суде подтверждения этого решения.

### Обжалование архангельского закона (2012)
В мае 2012 года Архангельский областной суд отказал заявлению общественной организации «Ракурс» о признании недействующим закона о запрете пропаганды гомосексуализма. Правозащитники мотивировали своё заявление тем, что принятый закон запрещает формировать у несовершеннолетних терпимое отношение к людям вне зависимости от их сексуальной ориентации. Однако суд постановил, что такого запрета данный закон не содержит, а подобные опасения вызваны неправильным субъективным толкованием закона. По мнению суда, «пропаганда гомосексуализма может пробуждать у подростков преждевременный интерес к данной сфере, стремление к ранним половым связям, в том числе гомосексуализму, что свидетельствует о нарушении их прав».
В сентябре 2012 года Верховный Суд Российской Федерации также отверг иск Российской ЛГБТ-сети и также оставил архангельский закон в силе. Вместе с тем, суд постановил, что не любые публичные действия являются пропагандой, поэтому данный закон не запрещает получать и распространять информацию общего, нейтрального содержания о гомосексуальности, а также проводить публичные мероприятия, в том числе и открытые дебаты о социальном статусе ЛГБТ, при этом «не навязывая гомосексуальные жизненные установки» несовершеннолетним лицам, не способным в силу их возраста самостоятельно оценивать информацию Кроме того, суд разъяснил, что под пропагандой гомосексуализма среди несовершеннолетних следует понимать активные публичные действия, связанные с «формированием привлекательного образа нетрадиционной сексуальной ориентации», а также формирование «искажённого представления о социальной равноценности традиционных и нетрадиционных брачных отношений».
Пропаганда гомосексуализма среди несовершеннолетних предполагает активные публичные действия, связанные с формированием привлекательного образа нетрадиционной сексуальной ориентации, искажённого представления о социальной равноценности традиционных и нетрадиционных брачных отношений… Запрет пропаганды гомосексуализма не препятствует реализации права получать и распространять информацию общего, нейтрального содержания о гомосексуальности, проводить публичные мероприятия в предусмотренном законом порядке, в том числе открытые публичные дебаты о социальном статусе сексуальных меньшинств, не навязывая гомосексуальные жизненные установки несовершеннолетним как лицам, не способным в силу возраста самостоятельно критически оценить такую информацию.Из определения Судебной коллегии по административным делам ВС РФ по делу № 1-АПГ12-11 от 15.08.2012

### Обжалование законов в других регионах (2012—2013)
В апреле 2012 года петербургская ЛГБТ-организация «Выход» обжаловала петербургский закон в городском суде. Однако Городской суд Санкт-Петербурга отказал истцам В октябре 2012 года жалоба активистов была также отклонена и в Верховном суде РФ. После этого активисты заявили о намерении обжаловать петербургский закон в Европейском суде по правам человека.
В июле 2012 года был подан иск в Костромской областной суд о признании недействующим принятого в Костромской области закона о пропаганде гомосексуализма, однако суд не удовлетворил жалобу истицы М. Бакумовой. Решение было также обжаловано в Верховном суде РФ, однако также не имело успеха. При этом определение Верховного суда в целом повторяло решение по закону Архангельской области.
В октябре 2012 года в Самарский областной суд был подан иск от лица Е. Разуваевой, П. Зыряева, А. Гаранина и В. Савина при поддержке ГУ МВД по Самарской области и Самарской областной прокуратуры о признании недействующим закона о запрете пропаганды гомосексуализма в Самарской области. Суд не удовлетворил заявления истцов, обжалование в Верховном суде РФ также не имело успеха.
Николай Алексеев после своего ареста в Петербурге также обратился с жалобой на петербургский закон в Конституционный суд РФ, однако 3 декабря 2013 года суд отказался принять к рассмотрению жалобу Алексеева и определил, что принятое в Петербурге законодательство не противоречит Конституции России. В июне 2012 года Алексеев также обжаловал петербургский закон в Европейском суде по правам человека. Также активист заявил о ходатайстве об объединении в одно делопроизводство всех жалоб из России, в том числе и жалобы Николая Баева на рязанский закон.
Правоприменительная практика в остальных регионах России, в которых были приняты аналогичные законы, на момент принятия федерального закона отсутствовала.

### Обжалование федерального закона (2014)
Оштрафованные в 2013 году в Архангельске ЛГБТ-активисты Николай Алексеев и Ярослав Евтушенко, а также оштрафованный в Казани Дмитрий Исаков совместно обратились в Конституционный суд РФ с обжалованием статьи 6.21 КоАП РФ. Рассмотрев жалобу заявителей, в сентябре 2014 года Конституционный суд постановил, что оспоренная ими норма сама по себе не является запретом гомосексуальности и не влечет поражение в правах лиц гомосексуальной ориентации. Суд также отметил, что рассматриваемый закон «не препятствует публичному обсуждению гомосексуализма и публичных мероприятий», но при этом «в такие мероприятия не должны вовлекаться несовершеннолетние».

### Решение Европейского суда по правам человека (2017)
20 июня 2017 года Европейский суд по правам человека шестью голосами против одного вынес решение по объединённому делу N 67667/09 «Николай Баев, Николай Алексеев и Алексей Киселев против России», в котором признал нарушение права истцов на свободу выражения их мнения и обязал Россию выплатить им около 49 тысяч евро в качестве компенсации морального и материального ущерба и в счёт возмещения судебных издержек. В своём обосновании судьи постановили, что «пределы законодательных норм не были чётко определены и их применение носило произвольный характер». Суд признал, что рассмотренные ими законы нарушают статьи 10 и 14 Европейской конвенции о правах человека. Против принятого решения проголосовал только судья от России Дмитрий Дедов, который выступил с особым мнением, согласно которому судом не было учтено, что «частная жизнь детей важнее свободы самовыражения».
12 июля 2017 года Департамент информации и печати МИД РФ выпустил официальный комментарий, в котором сообщил, что власти России обжалуют данное постановление ЕСПЧ, заявив, что оно «является ещё одним примером политизированного подхода к рассмотрению жалоб против нашей страны в нарушение принципов субсидиарной, то есть вспомогательной роли ЕСПЧ и свободы усмотрения государств-участников в вопросах применения положений Конвенции о защите прав человека и основных свобод». Критикуя постановление, МИД РФ отметил, что ЕСПЧ «не попытался найти баланс между свободой выражения мнения и правом на уважение частной жизни несовершеннолетних», «не принял во внимание право родителей воспитывать своих детей в соответствии с их религиозными и философскими убеждениями» и «не признал, что защита здоровья и прав несовершеннолетних требует ограничения свободы выражения мнения относительно однополых отношений, отвергнув доводы российских властей о рисках „обращения“ несовершеннолетних в гомосексуальность», чем фактически «закрыл глаза и на наивысший характер интересов детей в соответствии с Конвенцией ООН о правах ребёнка».
Решение ЕСПЧ осудила и Уполномоченный по правам человека в Российской Федерации Татьяна Москалькова. По её словам, она как и «большая часть» россиян не согласна с принятым решением. Председатель комитета Совета Федерации Андрей Клишас заявил, что данное решение ЕСПЧ невыполнимо на территории России, так как противоречит Конституции страны.
В ноябре 2017 года Большая палата ЕСПЧ отклонила без рассмотрения запрос российских властей о пересмотре решения от 20 июня того же года. Таким образом, решение вступило в законную силу. По словам председателя «Российской ЛГБТ-сети» Игоря Кочеткова, Россия не будет исполнять данное решение ЕСПЧ, тем не менее это решение носит для российской ЛГБТ «академический и символический интерес». Ещё в 2015 году Конституционный суд РФ постановил, что Россия имеет право не исполнять решения Европейского суда по правам человека, если они противоречат Конституции страны (см. ЕСПЧ и Россия). По словам члена Совета по правам человека Ильи Шаблинского, принятие закона «носило политический характер, чтобы показать некий курс на защиту традиционных ценностей», поэтому «политическим должно быть и решение о [его] отмене».

## Последующие связанные законодательные инициативы

### Законопроект о запрете «пропаганды приоритета сексуальных отношений»
| Фракция | за | пр. | воз. | н/г |
| ------- | -- | --- | ---- | --- |
| ЕР      | 2  | 0   | 0    | 236 |
| СР      | 0  | 54  | 0    | 10  |
| КПРФ    | 0  | 0   | 0    | 92  |
| ЛДПР    | 10 | 1   | 1    | 44  |
| Всего   | 12 | 55  | 1    | 382 |

В январе 2014 года депутат Мария Максакова-Игенбергс при поддержке нескольких депутатов внесла в Государственную думу законопроект N 436334-6, вводящий поправки в принятый закон о запрете «пропаганды нетрадиционных сексуальных отношений среди несовершеннолетних», который заменял формулировку «нетрадиционные сексуальные отношения» на «приоритет сексуальных отношений». В качестве обоснования необходимости такой замены указывалось, что детей следует защищать от любой сексуальной пропаганды, независимо от сексуальной ориентации. Однако профильный комитет Государственной думы по вопросам семьи, женщин и детей не поддержал данную инициативу. В июне 2014 года законопроект Максаковой был отклонён в первом чтении.
Председатель комитета по вопросам семьи, женщин и детей Елена Мизулина назвала законодательную инициативу Максаковой избыточной, в связи с чем она не увидела необходимости менять существующие нормы. Член комитета Лариса Яковлева позже также добавила, что, главным смыслом данного законопроекта, по мнению комитета, было желание «исключить и заменить норму о запрете среди детей информации, пропагандирующей нетрадиционные сексуальные отношения», поэтому законопроект не был поддержан в комитете.

### Законопроект о запрете «публичного выражения нетрадиционных сексуальных отношений»
| Фракция | за  | пр. | воз. | н/г |
| ------- | --- | --- | ---- | --- |
| ЕР      | 0   | 0   | 0    | 238 |
| СР      | 0   | 0   | 0    | 64  |
| КПРФ    | 88  | 0   | 0    | 4   |
| ЛДПР    | 13  | 0   | 0    | 43  |
| Всего   | 101 | 0   | 0    | 349 |

29 октября 2015 года члены фракции КПРФ Иван Никитчук и Николай Арефьев внесли в Госдуму законопроект N 916716-6, вводящий в КоАП новую статью 6.12.1, предусматривающую административную ответственность за «публичное выражение нетрадиционных сексуальных отношений», в том числе каминг-аут. По мнению авторов законопроекта, принятый в 2013 году закон о запрете пропаганды оказался не достаточно эффективным. В пояснительной записке авторы законопроекта заявляют, что данная законодательная инициатива направлена на повышение эффективности пресечения педофилии: «всюду, где с помощью пропаганды распространяется гомосексуализм, за ним следует педофилия вопреки всем попыткам гомосексуалистов скрыть этот факт», — говорится в документе. По замыслу авторов документа, административному наказанию за «публичное признание своей нетрадиционной сексуальной ориентации» должны были подвергаться только мужчины. За нарушение предполагался штраф в размере от 4 до 5 тысяч рублей, а в случае совершения правонарушения в образовательном учреждении или в присутствии несовершеннолетних документ предусматривал наказание в виде ареста сроком до 15 суток.
Зампред профильного комитета по конституционному законодательству и госстроительству Дмитрий Вяткин посчитал предложенную КПРФ законодательную инициативу избыточной и 18 января 2016 года комитет порекомендовал депутатам отклонить данный законопроект как излишнюю меру с учётом уже действующего с 2013 года закона о запрете пропаганды нетрадиционных сексуальных отношений. Рассмотрение законопроекта в Государственной думе в первом чтении состоялось 19 февраля 2016 года, в результате чего документ был отклонён из-за отсутствия необходимого кворума, так как большинство депутатов вообще не голосовали по документу.

### Другие связанные законодательные инициативы
В период 2013—2014 годы в Госдуме также обсуждались или были приняты и другие законы, касающиеся ЛГБТ. В частности, 3 июля 2013 года всего через два дня после подписания закона о запрете пропаганды нетрадиционных отношений Владимир Путин подписал закон, запрещающий усыновление, опеку и попечительство детей лицами, состоящими в любом союзе, заключенном между лицами одного пола. Закон был принят для защиты детей от «искусственного навязывания нетрадиционного сексуального поведения».
Депутат Алексей Журавлёв 5 сентября 2013 года внёс в Госдуму законопроект № 338740-6, предлагающий считать «наличие факта нетрадиционной сексуальной ориентации родителей или одного из них» основанием для лишения родительских прав, однако 16 октября документ был отозван.
В феврале 2014 года запрет был распространён также на всех не состоящих в браке лиц — граждан государств, в которых были легализованы однополые браки.

## Расширение закона на совершеннолетних граждан в 2022 году
В июне 2020 года Совет законодателей России при Федеральном собрании России предложил внести соответствующие поправки в КоАП, чтобы стал возможен запрет на пропаганду нетрадиционных семейных ценностей не только среди несовершеннолетних, но и среди всех категорий населения.
В сентябре 2022 года депутат ГД от Единой России Александр Хинштейн подготовил законопроект «О запрете ЛГБТ-пропаганды» среди граждан всех возрастов, а не только несовершеннолетних, как было ранее. Член «Единой России» объяснил необходимость запрета угрозой для демографического роста и экономического развития страны.
13 октября 2022 года правительство направило положительный отзыв на законопроект. В отзыве правительства содержались и замечания, однако согласно заявлению автора законопроекта «все они отработаны». 17 октября 2022 года в парламенте РФ прошли слушания о полном запрете пропаганды ЛГБТ. 20 октября 2022 года Александр Хинштейн заявил, что пакет законов об ответственности за пропаганду ЛГБТ внесут в Государственную думу. 27 октября законопроект был принят в первом чтении.
21 октября 2022 года Госдума в первом чтении приняла законопроект. В тот же день на заседании комитета Госдумы по информационной политике замглавы Министерства культуры Надежда Преподобная заявила, что Минкульт не будет выдавать прокатные удостоверения фильмам с пропагандой нетрадиционных отношений среди несовершеннолетних, кроме того министерство отзывает выданные ранее прокатные удостоверения.
23 ноября Госдума во втором чтении приняла законопроект о запрете пропаганды ЛГБТ и педофилии в Российской Федерации. По рекомендации комитета Госдумы поправка о запрете пропаганды ЛГБТ и насилия в видеоиграх была отменена.
Закон был принят на фоне российского вторжения в Украину. Александр Хинштейн прямо связал этот закон с войной, заявив: «Специальная военная операция происходит не только на полях сражений, но и в сознании людей».

## Критика и протесты

### Внутрироссийская критика
Руководитель Правовой редакции Компании «Гарант», кандидат юридических наук Сергей Хаванский, анализируя текст закона, а также решения Верховного и Конституционного судов РФ, делает вывод о том, что формально закон запрещает лишь «пропаганду самих нетрадиционных сексуальных отношений», однако не запрещает «пропаганду прав и свобод сексуальных меньшинств» и даже предоставляет право на «информирование о гомосексуальности и обсуждение всех связанных с этим вопросов». Вместе с тем отсутствие в российском законодательстве используемого в законе понятия «нетрадиционная сексуальная установка» и неоднозначная трактовка самого термина «установка» в психологии приводит к произвольному толкованию закона конкретными судами. Кроме того, закон априори предполагает, что возникновение у несовершеннолетнего интереса к «нетрадиционным сексуальным отношениям» неразрывно связано с его изменением сексуальной ориентации.
Согласно проведённому Левада-Центром в 2015 году опросу, в общественном мнении сложились достаточно устойчивые представления о пропаганде гомосексуализма, куда, в частности, относят: гей-парады (87 %), однополые объятия и поцелуи на публике (85 %), митинги и демонстрации в защиту прав ЛГБТ (84 %), воспитание в однополой семье (81 %), ток-шоу, телепередачи, статьи о жизни ЛГБТ (80 %), художественную литературу и кино, в которых раскрываются однополые отношения (79 %), образовательные передачи о гомосексуальности (67 %), личное общение с представителями ЛГБТ (58 %).
По мнению главы Совета при президенте РФ по правам человека Михаила Федотова, факт запрета пропаганды гомосексуализма и разрешения пропаганды гетеросексуализма противоречит конституционной норме о равноправии граждан.
Депутат от «Единой России», известная оперная певица Мария Максакова-Игенбергс предложила пересмотреть закон о запрете пропаганды гомосексуализма среди несовершеннолетних. По мнению певицы, этот закон негативно влияет на инвестиционный климат в стране.
Актёр Александр Филимоненко снялся в агитационном ролике «Почему поправки к Конституции России — это важно» в сюжете, в котором не были приняты правки к 72 статье Основного закона Конституции РФ. В них предлагалось закрепить понятие брака как союза мужчины и женщины. Из-за этого в России геи получили возможность усыновлять детей. А потом сам же выступил против этих поправок. Он подчеркнул, что у него самого «отношение к геям ровное», «главное, чтобы его не касалось». Обидеть кого-либо Филимоненко, по его словам, не хотел.
Активисты ЛГБТ-группы «Стимул» обратились в Следственный комитет и прокуратуру с требованием провести проверку в связи с роликом. «Мы убеждены, что данный видеоролик возбуждает ненависть и вражду к группе лиц по признаку принадлежности к социальной группе ЛГБТ, унижает достоинство человека, является откровенно дискриминационным по своей сути. При этом дискриминация и разжигание ненависти совершаются публично», — подчеркнули активисты.

### Международная критика региональных законов (2011—2012)
До конца 2011 года на Западе не наблюдалось большого общественного резонанса по поводу вводимых в регионах России законов о «пропаганде гомосексуализма». Ситуация поменялась после внесения подобной инициативы Виталием Милоновым в Законодательное собрание Санкт-Петербурга. После того, как 16 ноября 2011 года законодательное собрание Петербурга в первом чтении приняло региональный законопроект, международная правозащитная организация Amnesty International призывала власти города остановить принятие этого закона. В своём обращении директор Amnesty International по Европе и Центральной Азии Никола Дакворт назвала петербургский законопроект «плохо завуалированной попыткой легализовать дискриминацию ЛГБТ» с «опасным потенциальным эффектом».
С осуждением законопроекта выступил Государственный департамент США, на что в МИД России назвали эти заявления попыткой США вмешаться в законотворческий процесс в России. Генеральный секретарь Совета Европы Турбьёрн Ягланд в интервью радио «Эхо Москвы» 5 января 2012 года выразил разочарование попытками принятия законопроекта о запрете «пропаганды гомосексуализма» в Санкт-Петербурге, отметив, что принятие подобных решений ведёт Россию в противоположном от Европы направлении. Также он напомнил, что Советом Европы принята резолюция, которая защищает права человека и что у России имеются обязательства перед Советом Европы, поскольку Россия является полноправным членом этой организации.
14 декабря 2011 года Европейский парламент в резолюции, приуроченной к саммиту ЕС — Россия, среди прочего, осудил инициативы «введения наказаний за публичную информацию о сексуальной ориентации и гендерной идентичности в различных российских регионах и на федеральном уровне» (пункт 22 резолюции). В резолюции от 14 февраля 2012, приуроченной к президентским выборам в России Европарламент решительно осудил принятие закона против пропаганды гомосексуализма в Петербурге, а также аналогичных законов в Рязанской, Архангельской и Костромской областях и призвал органы российской власти остановить ограничение свободы выражения в отношении сексуальной ориентации и гендерной идентичности в соответствии с Европейской Конвенцией прав человека и Международным пактом о гражданских и политических правах (пункт 15 резолюции).
После принятия закона в Петербурге посол Канады направил российскому правительству письмо, в котором выразил «глубокое беспокойство» властей Канады по данному поводу. Министр иностранных дел Канады Джон Бэйрд также заявил, что принятый закон «противоречит основополагающим канадским ценностям — свободе слова, правам человека и законности». Глава представительства Европейского Союза в РФ Фернандо Валенсуэла 30 мая 2012 года заявил, что принятый в Петербурге закон идёт вразрез с обязательствами России как страны, подписавшей Европейскую конвенцию по правам человека.

### Международная критика федерального закона (2012—2014)
В декабре 2012 года против принятия закона «о запрете пропаганды гомосексуализма» Государственной думой выступила международная правозащитная организация Amnesty International, призвав своих сторонников подписать соответствующее обращение к российским властям с целью отмены законопроекта. С призывами отклонить законопроект к Госдуме обратилась Международная правозащитная организация Human Rights Watch, охарактеризовав формулировки законопроекта как «настолько размытые, что он может подорвать любые публичные попытки привлечения внимания к свирепствующей дискриминации ЛГБТ-людей в России». Международная правозащитная организация Freedom House также призвала депутатов не принимать закон, отметив, что он «имеет нечёткую формулировку и предоставляет безграничные возможности для его произвольного и предвзятого применения».
13 декабря 2012 года Европейский парламент в резолюции по России, среди прочего, призвал Госдуму воздержаться от принятия запрета «пропаганды гомосексуализма» на федеральном уровне, сославшись на решение Комитета по правам человека ООН по делу Ирины Федотовой против России.
В январе 2013 года Госдепартамент США выразил обеспокоенность готовящимся законом, который, по словам представителя госдепа Виктории Нуланд, «серьёзно ограничивает свободу слова и свободу собраний для ЛГБТ и всех россиян». Против законопроекта также выступили эксперты ООН. Специальный докладчик ООН по вопросам свободы слова Фрэнк Лару заявил, что закон «может потенциально очень широко интерпретироваться и тем самым нарушать не только право на свободу выражения мнений, но и нарушать запрет на дискриминацию». Уполномоченный правительства ФРГ по правам человека Маркус Лёнинг подверг критике проект закона, назвав его дискриминирующим и призвав Государственную Думу не принимать закон. Не принимать закон призвал также глава МИД Нидерландов Франс Тиммерманс. Верховный представитель ЕС по иностранным делам Кэтрин Эштон выразила обеспокоенность законопроектом, заявив, что он не соответствует принципам Европейской конвенции по правам человека. В феврале 2013 года свою озабоченность выразил докладчик ПАСЕ по России Андреас Гросс, который сообщил, что принимаемый закон «способствует дискриминации в отношении сотен тысяч россиян». Комитет министров Совета Европы в марте 2013 года также выразил серьёзную озабоченность законопроектом, указав, что его принятие может поставить серьёзный вопрос о соблюдении Россией её обязательств по статье 46 Европейской конвенции по правам человека.
Сразу после окончательного принятия законопроекта «о пропаганде гомосексуализма» Госдумой 12 июня 2013 года Европейский парламент принял резолюцию о верховенстве права в России, где выразил глубокую озабоченность негативными последствиями принятия этого федерального закона. Генеральный секретарь Совета Европы Турбьёрн Ягланд и Парламентская ассамблея Совета Европы обратились к Совету Федерации с призывом не одобрять принятый Госдумой законопроект. Канцлер Германии Ангела Меркель призвала российские власти отменить закон. 18 июня 2013 года Венецианская комиссия выпустила резолюцию, в которой подвергла критике законодательные инициативы и уже принятые законы по запрету пропаганды гомосексуализма в России, на Украине и в Молдавии. Президент США Барак Обама также раскритиковал принятый в России закон.
В середине августа 2013 года Управление Верховного комиссара ООН по правам человека выступило с осуждением законов, ограничивающих публичное обсуждение вопросов сексуальной ориентации и гендерной идентичности, назвав их дискриминационными и способствующими созданию атмосферы страха для защитников прав ЛГБТ. В заявлении также утверждалось, что ограничения, которые накладывают данные законы, «сужают доступ к соответствующей возрасту информации о сексуальности, которая является важным компонентом права на образование и необходимостью для того, чтобы молодые люди были способны вести полноценный и здоровый образ жизни».
Комитет по правам ребёнка ООН также выразил озабоченность запретом, «в целом имеющим целью защиту детей, но способствующим стигматизации и дискриминации лиц ЛГБТИ, включая детей, и детей из семей ЛГБТИ» и «тем, что расплывчатое определение пропаганды приводит к таргетингу и преследованию российского сообщества ЛГБТИ, в том числе злоупотребления и насилие, особенно в отношении несовершеннолетних активистов за права ЛГБТИ», рекомендовав России «отменить законы о пропаганде гомосексуальности»

### Международные протесты против принятия законов
В Германии в состоявшейся 15 февраля 2012 года акции протеста возле российского посольства в Берлине приняли участие около 200 человек, в том числе депутаты бундестага и берлинского парламента. Тема России стала одной из центральных на крупнейших в Германии гей-прайдах в Берлине и Кёльне, куда ЛГБТ-активисты из России были официально приглашены в качестве гостей. Организаторы берлинского прайда даже специально изменили маршрут шествия, чтобы он проходил мимо российского посольства. Специально для прайда были придуманы плакаты с Владимиром Путиным и Дмитрием Медведевым, которые стали иллюстрацией большинства материалов СМИ во всём мире. «Русская колонна» выразила также свой протест на гей-прайде в Нью-Йорке.
Тема закона о пропаганде гомосексуализма стала одной из доминирующих в ходе визита Владимира Путина в Нидерланды 8 апреля 2013 года, приуроченного к Году российско-голландской дружбы. Президента России встретили в Амстердаме с радужными флагами и прайд-парадами. Радужные флаги были вывешены также по всему городу, включая городскую ратушу. В этот же день в Амстердаме прошла акция протеста, организованная старейшей ЛГБТ-организацией в мире COC Nederland.
Летом и осенью 2013 года после окончательного принятия Госдумой закона о запрете пропаганды нетрадиционных отношений во многих городах Запада прошли акции поддержки российского ЛГБТ-сообщества и против принятого в России закона, в том числе в Лондоне, в Мадриде (около 500 участников), в Тель-Авиве (около 200 человек), в Париже (150 человек). В Амстердаме в манифестации приняли участие больше двух тысяч человек во главе с мэром города Эберхардом ван дер Ланом. В Берлине демонстрация собрала 2,5 тысячи участников.

### Связанные спортивные скандалы
- В связи с законом о «пропаганде гомосексуализма» произошло несколько инцидентов на прошедшем в августе 2013 года в Москве чемпионата мира по лёгкой атлетике. Серебряный призёр в беге на 800 метров Ник Симмондс заявил, что посвящает свою медаль своим друзьям — геям и лесбиянкам[288][289]. Шведские спортсменки Эмма Грин Трегаро и Моа Хелмер покрасили ногти в радужные цвета в знак протеста[288][290]. Российская чемпионка мира по прыжкам с шестом Елена Исинбаева высказала поддержку российскому закону и осудила поступок шведок, назвав его проявлением неуважения законов России, что вызвало бурные обсуждения в спортивном сообществе и в мировых СМИ, после чего Исинбаева заявила, что она против дискриминации по признаку сексуальной ориентации и что её неправильно поняли[291].
- Нападающий сборной России по хоккею Илья Ковальчук одобрил введение закона о запрете пропаганды нетрадиционных сексуальных отношений среди несовершеннолетних[292]. Глава ЛГБТ-организации в Санкт-Петербурге «Равноправие» Юрий Гавриков прокомментировал «Русской службе новостей» интервью Ильи Ковальчука и отметил, что спортсмены едва ли по собственной инициативе делают подобные заявления. Скорее всего, это делается с подачи руководства, федерации[293].
- Нападающий сборной Канады и клуба Национальной хоккейной лиги «Питтсбург Пингвинз» Сидни Кросби заявил, что не согласен с российским законом о запрете пропаганды гомосексуализма[294]:

Я вырос в Канаде и считаю, что у всех должны быть равные права. Каждый спортсмен имеет право на то, чтобы выступать в Сочи. И я считаю, что мы должны поддерживать равноправие во всем. Что касается Олимпиады в Сочи и всей этой полемики, я не согласен с этими решениями и не поддерживаю российские законыСидни Кросби
Защитник сборной Канады Ши Уэбер поддержал партнёра по команде:
Как уже сказал Сидни, мы воспитаны в принципиально другом духе и обладаем совершенно иными взглядами. Так или иначе, мы едем в Сочи играть в хоккей и должны сконцентрироваться на игреШи Уэбэр
- Ирина Роднина, в прошлом именитая советская фигуристка, назвала запрет на так называемую «гей-пропаганду» среди несовершеннолетних «абсолютно нормальным». По её словам, так «общество себя защищает»[295].
- В преддверии Зимней Олимпиады в Сочи ряд зарубежных актёров, спортсменов и политиков призвали к бойкоту Игр в случае, если российские власти не отменят закон. Актёр Стивен Фрай даже обратился к главе МОК Жаку Рогге с призывом поддержать бойкот сочинской Олимпиады[288][296][297]. Однако идея бойкота не нашла широкой поддержки[298][299]. По официальному запросу МОК получил заверение от российских властей, что данный закон не приведёт к дискриминации атлетов, официальных лиц, журналистов и зрителей Олимпиады, однако принятый закон будет распространяться и на них[300].
- В начале февраля 2014 года за два дня до старта Олимпиады в Лондоне, Париже, Нью-Йорке и других городах мира прошли протесты против законов о пропаганде гомосексуализма. В Москве проведение подобной акции не было разрешено[301]. Во время проведения Игр на территории олимпийских объектов специальным указом Путина было также запрещено проведение собраний, митингов, демонстраций и шествий, не связанных непосредственно с играми[302].
- Несколько атлетов — участников Олимпиады в Сочи в качестве протеста против российского закона впервые сделали каминг-аут перед прессой. Например, австралийская сноубордистка Белль Брокхофф[англ.] и американский фигурист Брайан Бойтано[303][304].
- Новозеландский олимпийский конькобежец Блейк Скьеллеруп объявил о своем намерении носить радужную булавку гей-прайда с Олимпийских игр 2012 года, когда он будет участвовать в Играх 2014 года в Сочи. Скьеллеруп заявил, что он не поддерживает бойкот сочинской Олимпиады, потому что он и другие спортсмены так много работали, чтобы участвовать в Играх. Однако он заявил, что решительно выступает против закона об антигейской пропаганде: "Я не думаю, что кто-то должен подвергаться преследованиям[305].
- Американский фигурист Джонни Вейр, отреагировавший негативно в своем твиттере на принятие закона о гей-пропаганде: «Президент России Владимир Путин подписал закон о лишении геев всех прав и поставил нас вне закона. Я буду с гордостью ходить по Москве!», после комментирования соревнований по фигурному катанию на Олимпиаде признался, что не испытывал в Сочи никаких проблем и притеснений в связи со своей нетрадиционной ориентацией и был приятно удивлен всеобщим дружелюбием[306].
- Американский баскетболист Джон Амаечи заявил, что зимняя Олимпиада «Не должна проводиться в России», но бойкот Игр нецелесообразен, так как это повредит спортсменам[307].
- Организация All Out, защищающая права сексуальных меньшинств, представила короткометражный фильм «Любовь всегда побеждает» (Love Always Wins), направленный против принятого в России закона о запрете пропаганды гомосексуализма среди молодежи. Создатели фильма задавались вопросом, что может случиться, если спортсмен нетрадиционной ориентации станет олимпийским чемпионом в Сочи[308].
- Поисковая система Google в честь начала Зимней Олимпиады в Сочи разместила радужный дудл на своем сайте. Компания таким образом выразила поддержку всем представителями ЛГБТ-сообщества, включая и тех, кто приехал на Олимпиаду в Сочи[309].

### Реакция знаменитостей
- Актриса Эллен Пейдж, которая играла главную роль в игре Beyond: Two Souls, наотрез отказалась встречаться с журналистами из России на посвященном игре показе, прошедшем в Париже. Свой отказ Эллен обосновала «личными принципами»[310].
- В 2013 году поп-звезда Мадонна во время концерта в Санкт-Петербурге осудила закон о запрете «гомосексуальной пропаганды». Она сказала зрителям: «я здесь, чтобы сказать, что гей-сообщество и геи здесь и во всем мире имеют одинаковые права — чтобы к ним относились достойно, с уважением, терпимостью, с состраданием, с любовью»[311]. На своей странице в Facebook она назвала закон «нелепым злодеянием»[312]. Консервативные организации в ответ подали иск против неё на сумму почти $11 млн, утверждая, что её деятельность нанесёт ущерб уровню рождаемости в России и, как следствие, способности нации адекватно поддерживать свою армию. Заявители считали, что ответчики оскорбили чувства верующих и культурные устои жителей Петербурга, Мадонна «пропагандировала гомосексуализм», в результате чего «нам, жителям культурной столицы, был нанесен колоссальный моральный вред». К иску заявители намеревались приобщить видеозаписи, на которых видно, как Мадонна «топчет православный крест» и просит поднять руки с розовыми браслетами[313].
- В день, когда слушалось дело, депутат Госдумы от «Справедливой России» Антон Беляков пожаловался в несколько ведомств на потенциальную угрозу от предстоящих концертов американской певицы Леди Гага. Он потребовал исключить из программы песни Judas и Born This Way и запретить доступ на концерт лицам до 18 лет. По мнению Белякова, эти песни, которые Леди Гага может исполнить на концертах 9 декабря в Санкт-Петербурге и 12 декабря в Москве, оскорбляют верующих и «пропагандируют гомосексуализм»[314]. Дело в отношении Мадонны было прекращено решением судьи[315].
- Британская актриса Тильда Суинтон разместила на своей странице в твиттере фотографию с собой вместе с радужным флагом на фоне Москвы, сопроводив пост надписью: «В солидарность. Из России с любовью»[316].
- Польский певец и участник Евровидения 2010 Марцин Мрозиньский отменил свой концерт в России в связи с ухудшением положения ЛГБТ-сообщества[317].
- В декабре 2013 года Элтон Джон заявил поклонникам на московском концерте, что законы являются «бесчеловечными и изолированными» и что он «глубоко опечален и шокирован в связи с действующим законодательством»[318]. В интервью в январе 2014 года президент России Владимир Путин говорил об Элтоне Джоне; «Элтон Джон — он необыкновенный человек, выдающийся музыкант, и миллионы наших людей искренне любят его, независимо от его сексуальной ориентации». Элтон ответил предложением представить президенту россиян, подвергшихся насилию в соответствии с российским законодательством, запрещающим пропаганду гомосексуализма[319].
- Несколько известных артистов, в том числе Стивен Фрай[320], ведущий американского телевизионного ток-шоу и комик Джей Лено[321], американский актёр и драматург Харви Файерстин[322] и американский автор и гей-активист Дэн Сэвадж[322] провели параллели между обращением с ЛГБТ в России и обращением с евреями в нацистской Германии в годы, предшествовавшие холокосту. Харви Файерстин, который является евреем, написал в июле 2013 года в своей статье в The New York Times:

В 1936 году мир присутствовал на Олимпиаде в Германии. Мало кто из участников сказал слово о кампании Гитлера против евреев. Сторонники этого решения с гордостью указывают на триумф Джесси Оуэнса, в то время как я с ужасом отмечаю Холокост и мировую войну. Есть цена за терпимость.
- Британский актёр Уэнтуорт Миллер анонсировал, что он будет бойкотировать Санкт-Петербургский международный кинофестиваль[323].
- Согласно таблоиду Dagbladet, норвежский политик Трине Скай Гранд и норвежский конькобежец Юхан-Улаф Косс поддержали протесты во время Олимпийских игр в Сочи[324].
- 7 февраля 2014 года, американская группа новой волны Blondie разместила в социальных сетях Twitter и Facebook фотографию предложения о выступлении в прямом эфире на зимних Олимпийских играх 2014 года в Сочи со словами «Pass. Human Rights», написанные черными чернилами[325] Солистка Дебби Харри позже прокомментировала это, сказав, что она не будет чувствовать себя хорошо, участвуя в ситуации, когда предрассудки и предубеждения имеют первостепенное значение[326].
- Американской певице и актрисе Шер предложили выступить на зимних Олимпийских играх 2014 года, но она отказалась из-за «антигейских» законов в России[327].
- Британская певица-автор песен Элли Голдинг отказалась от предложения выступить на зимних Олимпийских играх 2014 года в знак протеста против «антигейских» законов[328].
- Британский певец-автор песен Сэм Смит в интервью Rolling Stone заявил, что «[они] никогда не поедут в Россию, потому что то, что они там делают с геями, делает [их] больными»[329].
- 27 лауреатов Нобелевской премии, в том числе генетик Пол Нерс, химик сэр Харольд Крото и многими другими деятелями из мира науки и искусства написали открытое письмо «Владимиру Путину и народу России» с требованием отменить закон о запрете гей-пропаганды. Автор идеи — актёр Иэн МакКеллен — звезда «Властелина колец» и открытый гомосексуал, который неоднократно выступал в защиту ЛГБТ-сообщества. По мнению активистов, отмена неоднозначного закона позволит России развить гуманитарные, политические и демократические принципы[330].
- Известные американские актёры, певцы и спортсмены устроили акцию против российского закона о запрете гей-пропаганды среди несовершеннолетних, выложив на страницах в социальных сетях свои фотографии в майках с надписью «Любовь побеждает ненависть». В акции приняли участие актёры Джона Хилл, Джейми Ли Кертис, Кристен Белл, Кевин Бейкон, певцы Ферги, Келли Осборн, Рики Мартин, пловец Крейг Гиббонс, баскетболист Джейсон Коллинз и многие другие[331].
- Более 200 известных писателей из разных стран мира подписали обращение к российским властям с призывом отменить законы о запрете пропаганды нетрадиционных отношений среди несовершеннолетних и оскорбление чувств верующих. В обращении эти законы называют «удушающими» свободу слова. Среди подписавшихся — лауреаты Нобелевской премии по литературе: Гюнтер Грасс, Эльфрида Елинек, Воле Шойинка и Орхан Памук, Людмила Улицкая и Юрий Ряшенцев[332].
- Звезды Бродвея сыграли в пародийном видеоролике о вымышленном мюзикле «Любовь и наказание» (Love And Punishment), который посвящен запрету пропаганды нетрадиционных сексуальных отношений в России. Видео показывает историю о трех однополых парах из разных эпох российской истории. Создатели ролика позиционируют его как ответ на закон о запрете пропаганды нетрадиционных отношений, принятый в России в июне 2013 года. Выход фильма был приурочен к началу Олимпиады в Сочи[333].

### Международная поддержка законов
Поддержку закону выразил ряд консервативных организаций США.